# 西笠田駅

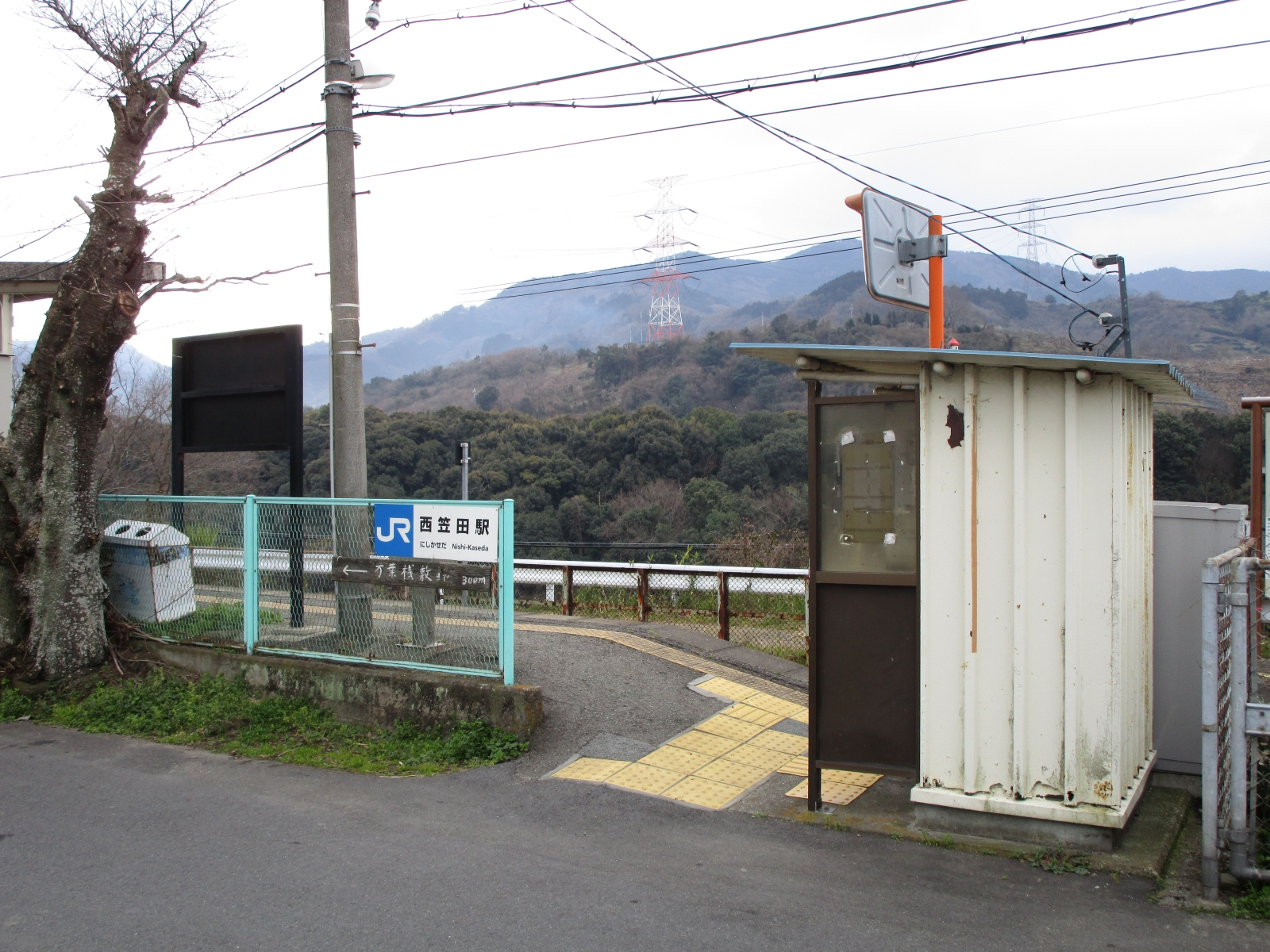
駅入口（2017年3月）

西笠田駅（にしかせだえき）は、和歌山県伊都郡かつらぎ町高田にある、西日本旅客鉄道（JR西日本）和歌山線の駅である。

## 歴史
- 1952年（昭和27年）10月1日：伊都郡笠田町高田の日本国有鉄道和歌山線の笠田駅 - 名手駅間に新設開業[1][2]。
- 1987年（昭和62年）4月1日：国鉄分割民営化により、西日本旅客鉄道の駅となる[1][2]。
- 2020年（令和2年）3月14日：ICカード「ICOCA」が利用可能となる[3]。

## 駅構造
和歌山方面に向かって右側に配置された片面ホーム1面1線のみの地上駅（停留所）。橋本駅管理の無人駅で、駅舎と呼べる構造物はなく、直接ホームに入る形になっている。棒線構造のため、和歌山方面行きと五条方面行きの双方が同一ホームを共用する。

## 利用状況
1日の平均乗車人員は以下の通りである。和歌山線では最も少ない。
| 乗車人員推移 | 乗車人員推移 |
| 年度         | 1日平均人数  |
| ------------ | ------------ |
| 1998         | 119          |
| 1999         | 101          |
| 2000         | 92           |
| 2001         | 85           |
| 2002         | 69           |
| 2003         | 72           |
| 2004         | 65           |
| 2005         | 59           |
| 2006         | 46           |
| 2007         | 56           |
| 2008         | 60           |
| 2009         | 51           |
| 2010         | 43           |
| 2011         | 49           |
| 2012         | 51           |
| 2013         | 53           |
| 2014         | 53           |
| 2015         | 51           |
| 2016         | 54           |
| 2017         | 52           |
| 2018         | 46           |
| 2019         | 50           |
| 2020         | 38           |
| 2021         | 41           |
| 2022         | 43           |

## 駅周辺
国道480号・紀ノ川と並行する所にあり、駅舎側には住宅が多く点在する。
- 国道480号
- 道の駅紀の川万葉の里
- 紀の川市地域巡回バス（名手上那賀支所コース）巡回穴伏停留所 - 駅から西へ約600メートル。国道480号上にある。
- 背の山（背山）
- 船岡山（蛇島）
- 妹山
- 紀ノ川
- 穴伏川

※なお、船岡山・妹山は正面に見えているものの、紀ノ川があるため当駅からは直接行くことは出来ない。このため、隣の笠田駅・名手駅から橋を渡る必要がある。

## 隣の駅
西日本旅客鉄道（JR西日本）
 和歌山線
■快速（粉河駅以東各駅停車）・■普通
笠田駅 - 西笠田駅 - 名手駅